# Klaus Fresenius

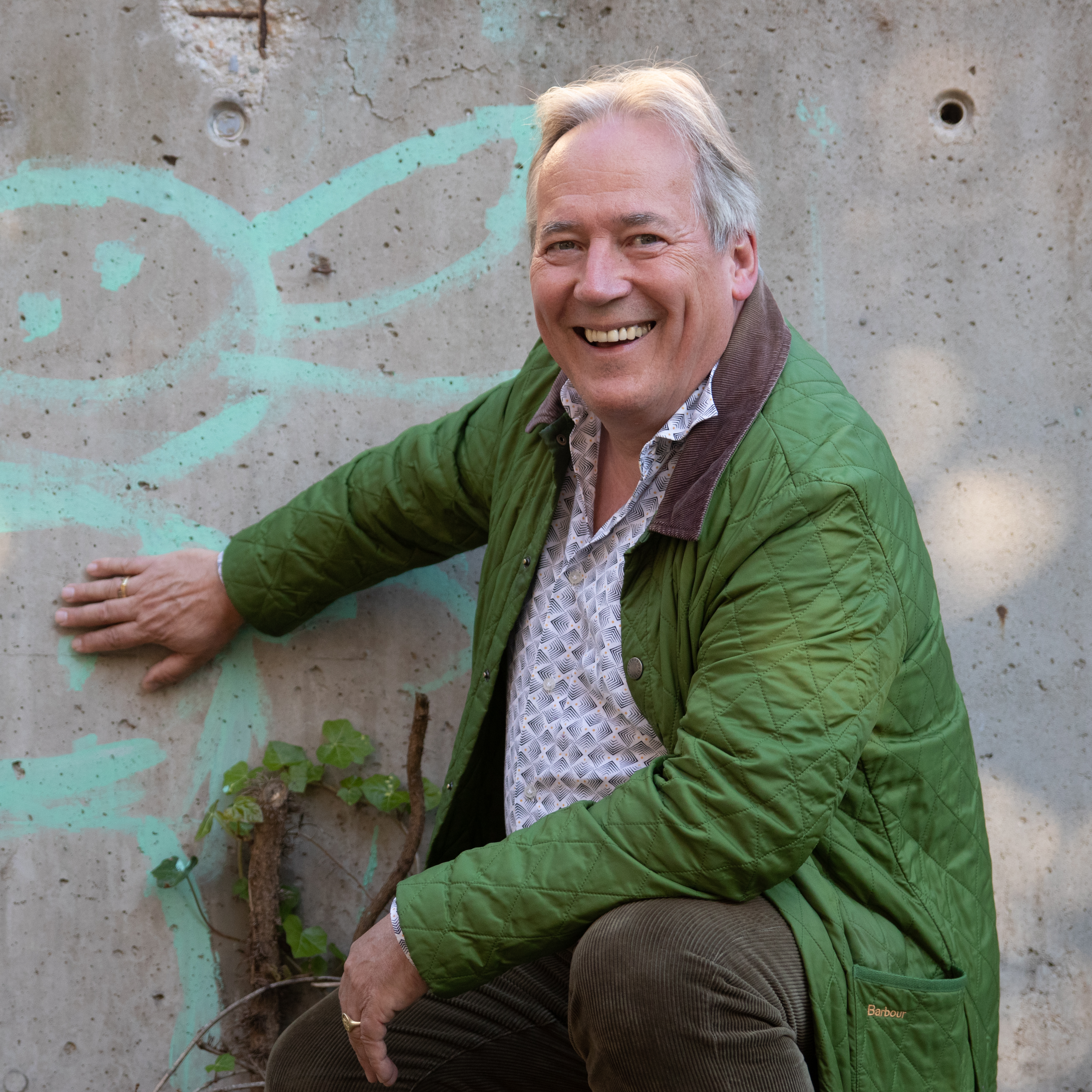
Klaus Fresenius (2021 in Speyer)

Klaus Fresenius (* 22. August 1952 in Speyer) ist ein deutscher Maler, Grafiker, Bildhauer und Musiker. Er lebt und arbeitet im rheinland-pfälzischen Speyer.

## Leben

### Kunst
Zunächst absolviert Klaus Fresenius eine Ausbildung als Tiefdruckretuscheur und als Krankenpflegehelfer. Seine erste Ausstellung fand im Herbst 1972 zusammen mit seinen Künstlerfreunden Michael Heinlein und Gerhard Fuchs in der von ihnen gegründeten Galerie Flohmarkt unter dem Titel Drei Zeichner statt.
Von 1979 bis 1984 studierte Fresenius freie Malerei und Grafik an der Staatlichen Akademie der Bildenden Künste in Karlsruhe, bei Professor Rainer Küchenmeister.
Galerie Eins

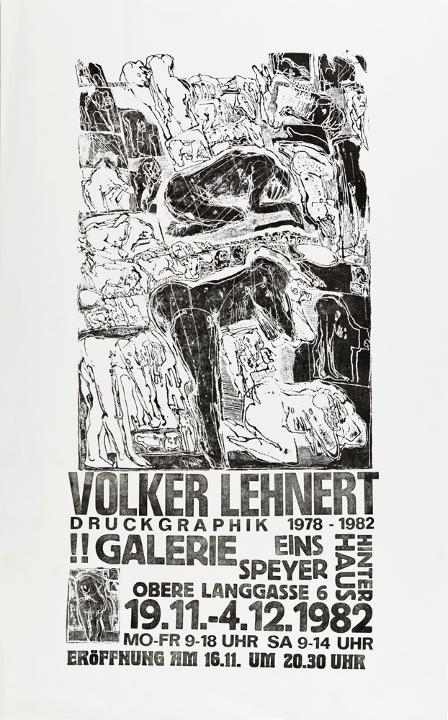
Galerie Eins, Speyer, Ausstellung Volker Lehnert

1981 gründete er mit Hans-Peter Stahl die GALERIE EINS, eine frühe Künstlerselbsthilfe-Galerie, die er bis 1990 ohne Honorar leitete.
Im Juni 1984 fand hier die Ausstellung Les Autres statt, aus deren Teilnehmern sich im November 1984 der Künstlerbund Speyer e. V. formierte. Fresenius war ebenfalls Gründungsmitglied und bis 1997 in dessen Vorstand tätig. Weitere Ausstellungen waren 1982 Heimat - Künstler definieren einen Begriff, 1983 Der Frieden ist das größte Kunstwerk und 1986 BEUYS ZU EHREN.
In der Galerie Eins stellten namhafte Künstler aus dem gesamten Bundesgebiet und West-Berlin, beispielsweise Martin Eckrich, Raffael Rheinsberg, Barbara Nemitz, Otmar Sattel, Volker Lehnert oder Bernd Zimmer, aus.
1983 erhielt Fresenius den Förderpreis der Daniel-Henry-Kahnweiler-Gedenkstiftung, Rockenhausen, in Anwesenheit von Madame Louise Leiris, der Schwägerin Kahnweilers und Gattin von Michel Leiris.
1988 absolvierte er einen dreimonatigen Arbeitsaufenthalt in London mit Unterstützung der Botschaft der Bundesrepublik Deutschland.
1989 erhielt er ein Arbeitsstipendium des Landes Rheinland-Pfalz in London, 1993 und 1994 einen Arbeits- und Gastaufenthalt in der Villa Romana in Florenz.
Ab 1989 war er im Beirat, seit 1994 im Vorstand des Kunstverein Speyer e. V. tätig. Von 2018 bis 2024 war er Vorsitzender dessen Vorstandes.
Seit 1989 schafft er kleine bis mittelgroße Holzskulpturen, deren Anzahl mittlerweile in die Hunderte angewachsen ist.
1996 erhielt er ein Amsterdam-Stipendium der Niederländisch-Deutschen-Stiftung für Kulturellen Austausch (vermittelt durch Arno Reinfrank), mit Unterstützung des Kultusministeriums Rheinland-Pfalz und der  Kulturstiftung Speyer.
1998 nahm er am 1. Chaim Soutine Plein-Air in Vilnius, Litauen teil.
2004 wurde er in das Allgemeine Künstlerlexikon im K. G. Saur Verlag aufgenommen.
Über die Jahre entstanden etliche Kataloge und Bildbände sowie eigens gestaltete Künstlerbücher und Druckgrafiken. Das Opus Magnum in jeder Hinsicht ist das Werk Fin de Siècle - die letzten 1000 Tage, ein Tagebuchprojekt, in dem der Zeitraum vom 6. April 1997 bis zum 31. Dezember 1999 poetisch und bildnerisch aufgezeichnet wurde. Ergänzt wurde das monumentale Buch durch einen Kommentarband. Sein Partner bei diesem Projekt war sein Freund Arno Reinfrank aus London. Mit ihm hatte er zuvor schon einige Bücher veröffentlicht. Dieses Opus Magnum, das im Verlag Marsilius, Speyer erschien, wurde u. a. angekauft vom Deutschen Literatur Archiv Marbach, der Hochschul- und Landesbibliothek Fulda, der Staatskanzlei Rheinland-Pfalz, Mainz, der Herzogin-Anna-Amalia-Bibliothek, Weimar, der Bayerischen Staatsbibliothek, München, sowie der German Library, San Francisco.
2005 war Klaus Fresenius mit Thomas Jacobi der erste Stipendiat in der rheinland-pfälzischen Partnerprovinz Fujian, China, mit Unterstützung des Ministeriums für Wissenschaft, Weiterbildung und Kultur Rheinland-Pfalz.
2007 nahm er am China Germany Cultural and Art Festival in Xiamen, Provinz Fujian teil.
2009 absolvierte er einen Arbeitsaufenthalt an der China Academy of Art Hangzhou, ebenfalls in der Provinz Fujian. Hier wurde er wieder von der Kulturstiftung Speyer unterstützt.
Kunst am Bau in Form von Wandmalerei und Installation konnte er im Jahr 2000 auf Einladung von Ludwig Fresenius im Institut Fresenius in Dresden und 2009 in der Hochschule Fresenius in Idstein realisieren.
Klaus Fresenius beteiligte sich an zahlreichen Ausstellungen im Inland (Berlin, Bonn, Chemnitz, Dresden, Düren, Erfurt, Frankfurt a. M., Fulda, Hanau, Heidelberg, Kaiserslautern, Köln, Ludwigshafen am Rhein, Mainz, Mannheim, München, Nürnberg, Saarbrücken, Stuttgart, Taunusstein, Trier, Weimar, Worms) und Ausland (Amsterdam, Bydgoszcz, Chartres, Esztergom, Falkenberg, Fuzhou, Gniezno, London, Ravenna, Roskilde, Straßburg, Tel Aviv, Vilnius, Veendam, Wien, Xiamen, Yavne).
Er ist Mitglied des Berufsverbandes Bildender Künstlerinnen und Künstler Rheinland-Pfalz im Bundesverband e. V. (BBK) und der Arbeitsgemeinschaft Pfälzer Künstler (APK).

### Musik
Mit der Musik begann Klaus Fresenius 1971 in Speyer. Er war Leadsänger der Krautrockband Tyburn Tall bis zu deren Auflösung Ende 1975. 1972 erschien die LP Tyburn Tall in einer Kleinstauflage von 200 Exemplaren. Sie wird heute als Rarität für einige Tausend Euro gehandelt. 1997 legte Tyburn Tall noch das Live-Album Live... And Passion als CD vor.
1978 gründete Fresenius zusammen mit „Blues-Wolf“ Wolfgang Schuster die Speyerer Mundartband Blues & Bloedel, die sich bald mit dem Gitarristen Christoph Stadtler zum Trio und später zum Quintett erweiterte. Sie produzierten eine LP, vier Singles und eine CD. Der Höhepunkt der Karriere von Blues & Bloedel war das Konzert auf dem Roten Platz in Speyers Partnerstadt Kursk vor 30 000 Menschen. Immer wieder teilt Fresenius als Gast mit befreundeten Musikern und Sängern die Bühne. Ein Höhepunkt dabei war das von ihm 2018 initiierte und von Stefan Hering Cerin organisierte White Album Concert zu Ehren des 50-jährigen Jubiläums des Doppelalbums der Beatles.

## Auszeichnungen
- 1983 Förderpreis der Daniel-Henry-Kahnweiler-Gedenkstiftung, Rockenhausen[21]
- 1985 Förderpreis des BBK Rheinland-Pfalz

## Eigene Schriften (Auswahl)
- 1972 Klaus Fresenius, Gerhard Fuchs, Michael Heinlein: Drei Zeichner, Ausstellungskatalog, Galerie Flohmarkt Speyer, Eigenpublikation 1972
- 1988 Klaus Fresenius - Malerei, Grafik, Zeichnung, Aquarell, Ausstellung im Haus des Kunstvereins (134), © Klaus Fresenius, Eigenpublikation, Speyer 1988
- 1989 Hubert Faath, Klaus Fresenius: Glasfaser-Objekte, Serien und Zyklen. Ausstellungskatalog, Rudolf-Scharpf-Galerie des Wilhelm-Hack-Museums, Ludwigshafen am Rhein, 1989
- 1991 Klaus Fresenius: Zeichnungen. Ausstellungskatalog. Studioausstellung in der Pfalzgalerie Kaiserslautern, 1991
- 1992 Klaus Fresenius: Große Tuschen, Holzskulpturen, Wasserfarben. Ausstellungskatalog. Verlag Marsilius, Speyer 1992, ISBN 3-929242-00-1.
- 1994 Klaus Fresenius: Skulpturen und Objekte. Ausstellungskatalog. Galerie Altes Rathaus, Schifferstadt, Verlag Marsilius, Speyer 1994
- 1995 Klaus Fresenius, Arno Reinfrank: Private view. Eigenpublikation, Speyer 1995
- 1995 Klaus Fresenius: Paradiesfahne. Haiku & Tuschen, Verlag Joachim Lösch, Speyer 1995, ISBN 3-930122-04-9.
- 1996 Klaus Fresenius, u. a.: Visions of a new morning. Eine Ausstellung mit 12 israelischen und 12 deutschen Künstlern, Ausstellungskatalog. Edition Braus, Heidelberg 1996, ISBN 3-89466-166-6.
- 1996 Klaus Haag (Hrsg.): 1 plus 1. Begegnungen von Literatur und Kunst. Verlag Marsilius, Speyer 1996, ISBN 3-929242-06-0.
- 2000 Michael Bauer: Der Hupsmichel und die Herz-Jesu-Marie. Eine Dorfgeschichte. Mit Illustrationen von Klaus Fresenius. Verlag Marsilius, Speyer 2000, ISBN 3-929242-22-2.
- 2000 Klaus Fresenius, Arno Reinfrank: Fin de Siècle - die letzten 1000 Tage, Ein Tagebuchprojekt. Verlag Marsilius, Speyer 2000, ISBN 3-929242-12-5.
- 2001 Klaus Fresenius: Das abstrakte Werk. Verlag Marsilius, Speyer 2001, ISBN 3-929242-25-7.
- 2004 Arno Reinfrank: Das ferne Blau … Ein Musik-Hör-Buch. Gemeinschaftsprojekt Verlag Palatina Viva, Mutterstadt und Verlag Marsilius, Speyer 2004, ISBN 3-935071-17-5.
- 2008 Art + Environment, Ausstellungskatalog China Germany Cultural And art Festival, Xiamen, China 2008, Deutsches Generalkonsulat Kanton, China (Hrsg.)
- 2012 Stationen 1 2 3, Klaus Fresenius – Retrospektive. Verlag Marsilius, Speyer 2012, ISBN 978-3-929242-49-2.
- 2022 Ten Years After 2012–2022, Klaus Fresenius - Grafik | Skulptur | Malerei, Katalog und Dokumentation, Verlag Marsilius, Speyer 2022, ISBN 978-3-929242-52-2.

## Einzelausstellungen (Auswahl)
- 2000 Fin de Siècle - die letzten 1000 Tage, Ein Tagebuchprojekt, Schloss Kromsdorf, bei Weimar
- 2000 Fin de Siècle - die letzten 1000 Tage, Ein Tagebuchprojekt, Hessische Landesbibliothek, Fulda
- 2000 Fin de Siècle - die letzten 1000 Tage, Ein Tagebuchprojekt, Staatskanzlei Rheinland-Pfalz, Mainz
- 2000 Fin de Siècle - die letzten 1000 Tage, Ein Tagebuchprojekt, Pfälzische Landesbibliothek, Speyer
- 2000 Energy of Life, Galerie Riedel, Frankenthal
- 2001 Fin de Siècle - die letzten 1000 Tage, Ein Tagebuchprojekt, Galerie Assekuranz Forum Porz, Köln
- 2002 Das abstrakte Werk, Villa Meixner, Brühl/Baden
- 2003 Kultur in L10, Freireligiöse Gemeinde, Mannheim
- 2004 Wein, Weib und Gesang, Rheingauer Kunstverein e. V., Rüdesheim
- 2004 Dem Wein zur Ehre, Rheingauer Weinmuseum, Rüdesheim
- 2006 Reise nach China, Purrmann-Haus e. V., Speyer
- 2006 Welcome to China, Kunstverein Speyer e. V., Kulturhof Flachsgasse, Speyer
- 2008 China-Tuschen, Chinesischer Garten, Luisenpark, Mannheim
- 2010 Schrift- und Menschenbilder, Chinatuschen und Assemblagen, Galerie Schneeberger, Münster
- 2011 Wasserfarben, Kunst im Abgeordnetenbüro Manfred Geis, Abgeordnetenhaus im Landtag, Mainz
- 2012 Stationen 1, Retrospektive, Städtische Galerie Speyer, Kulturhof Flachsgasse, Speyer
- 2013 So here we go!, Galerie N, Kunstvereinigung Wasgau e. V., Dahn
- 2014 figure et écriture, Kunst am Campus, Umwelt-Campus Birkenfeld, Hochschule Trier
- 2015 Offenes Atelier, Atelier Fresenius, Speyer
- 2016 Skulpturen und Malerei auf Keramik, Bürgerhaus Dudenhofen
- 2017 Offenes Atelier, Skulpturen und Arbeiten auf Papier, Atelier Fresenius, Speyer
- 2018 FIGURATIVE MINDS, zusammen mit Dirk Klose, Museum Pachen, Rockenhausen
- 2019 bewegt, Original und Auflagenobjekte, Flughafen Speyer, Terminal
- 2020 Frühling wird’s! Neue Arbeiten, Atelier Fresenius, Speyer
- 2022 Ten Years After, Städtische Galerie Speyer, Kulturhof Flachsgasse, Speyer
- 2023 Zeitreisen, 1978-2023, Galerie Roter Turm e. V., Grünstadt-Asselheim[22]